# Henricus Smetius
Henricus Smetius (Lede bij Aalst, 29 juni 1535 of 1537 - Heidelberg, 15 maart 1614) was een arts en een humanistisch geleerde.

## Levensloop
Hendrik De Smet of Henricus Smetius Alostanus (of ook a Leda), zoon van Robert (†1540), volgde in 1552-54 lessen bij Johannes Otho in Gent. Hij trof er verschillende leerlingen aan die zoals hij later naam zouden maken in de universitaire en humanistische milieus. Amper vijftien, zette hij de 'Gnomae Pythagorae ac Phocylidis', de 'Batrachomyomachia' van Homerus en de 'Historia Susannae' in het Latijn over, en gaf ook blijken van ervarenheid in de Latijnse poëzie. Vervolgens studeerde hij geneeskunde in Leuven, Rostock en Heidelberg en promoveerde in 1561 te Bologna. Hij vestigde zich als arts in Antwerpen. Tijdens de godsdiensttwisten koos hij voor de Hervorming en week, samen met de familie Van den Corput, in 1567 uit naar Duisburg. Vervolgens verhuisde hij naar Lemgo en werd er de lijfarts van de graaf van Lippe. In 1574 vestigde hij zich in Heidelberg en werd er lijfarts van de keurvorst van de Palts, Frederik III (1515-1576). Toen die gestorven was, en opgevolgd werd door zijn zoon Lodewijk (1539-1583) die lutheraan was en de universiteit 'uitzuiverde' van gereformeerden, practiseerde Smetius een tijd in Frankenthal. Vervolgens werd hij, rond 1580, medisch hoogleraar in Neustadt. Samen met de medische faculteit verhuisde hij in 1585 opnieuw naar Heidelberg.
Naast geneeskunde (hij schreef mee aan medische werken) interesseerde hij zich voor filologie en poëzie. Hij stelde een woordenboek van latijnse woorden op, dat veel succes kende en de ganse 17de eeuw door bij herhaling werd herdrukt.
De Universiteit van Heidelberg bewaart in zijn archieven talrijke brieven van en aan Smetius, over de periode 1585-1593.
Smetius trouwde in 1562 met Johanna van den Corput, zus van de humanist en predikant Hendrik Van den Corput. Ze hadden vier kinderen:
- Johannes Smetius, die ongehuwd overleed.
- Catharina, die trouwde met Wynandus Sonsius.
- Johanna, die trouwde met Janus Gruterus (1560-1627), hoogleraar geschiedenis in Heidelberg.
- Aemilia, die driemaal trouwde: met Lucas Stockelius, doctor in de theologie, met Soesenius, geheimraad van den keurvorst, met Philip van Massyn.

## Publicatie
- Henrici Smetii (...) Juvenilia sacra regnum judaïcorum, Heidelberg, 1594.
- Henrici Smetii, Parentalia (...), Heidelberg, 1594.
- Prosodia Henrici Smetii, med. d. prontissima (...), Frankfurt, 1599.
- Oratio de febri tertiana intermittente, Heidelberg, 1587.
- Prosodia in novam formam digesta, Amsterdam, bij H. & T. Boom, 1683, 526 blz. (een van de talrijke herdrukken van het werk van 1599)

- Biblioteca Nacional de España: XX1752908
- Gemeinsame Normdatei: 121778339
- International Standard Name Identifier: 0000 0001 0878 9630
- Library of Congress Control Number: n85116320
- Nationale Bibliotheek van Tsjechië: mzk2009533798
- Nationale Bibliotheek van Israël: 987007273476105171
- Nederlandse Thesaurus van Auteursnamen: 07105894X
- LIBRIS: 314413
- Système universitaire de documentation: 137405987
- Virtual International Authority File: 23006322
- WorldCat: E39PBJcrhBM6C47vQV4pbwTj4q